# Urszula (album)
Urszula – pierwszy album Urszuli, wydany w 1983 nakładem wydawnictwa Savitor.

## Lista utworów
Strona 1
1. „Ciotka P” (muz. R. Lipko, sł. M. Dutkiewicz) – 5:05
2. „Dmuchawce, latawce, wiatr” (muz. R. Lipko, sł. M. Dutkiewicz) – 5:30
3. „Rodezja - finezja” (muz. R. Lipko, sł. M. Dutkiewicz) – 4:55
4. „Bogowie i demony” (muz. R. Lipko, sł. M. Dutkiewicz) – 5:25

Strona 2
1. „Nie chcę do nieba” (muz. R. Lipko, sł. M. Dutkiewicz) – 4:30
2. „Michelle ma belle” (muz. R. Lipko, sł. M. Dutkiewicz) – 4:15
3. „Fatamorgana`82” (muz. R. Lipko, sł. M. Dutkiewicz) – 3:55
4. „Totalna hipnoza” (muz. R. Lipko, sł. M. Dutkiewicz) – 4:40
5. „Luz-blues, w niebie same dziury” (muz. R. Lipko, sł. M. Dutkiewicz) – 4:25

## Listy przebojów
| lipiec 1982   | Fatamorgana`82                    | 4  | 6 |
| wrzesień 1982 | Bogowie i demony                  | 17 | 5 |
| grudzień 1982 | Luz - blues, w niebie same dziury | 15 | 4 |
| maj 1983      | Ciotka P                          | -  | 3 |
| czerwiec 1983 | Dmuchawce, latawce, wiatr         | 1  | 1 |
| sierpień 1983 | Michelle ma belle                 | 20 | 2 |
| wrzesień 1983 | Rodezja - finezja                 | -  | 2 |
| listopad 1983 | Totalna hipnoza                   | -  | 2 |

## Teledyski
W latach 1982–1983 Urszula współpracowała ze stylistką Aleksandrą Laską–Wołek. W kontrze do Izabeli Trojanowskiej, ówczesny wizerunek Urszuli był bardziej drapieżny i punk rockowy; burza włosów z różowymi pasemkami, wyregulowane i podkreślone brwi, ostry makijaż, smokey eyes i widoczny róż na policzkach. Pierwsza biało–czarna sesja zdjęciowa miała miejsce na Zaciszu w Warszawie. Fotografował Tomasz Sikora.
W TVP3 Lublin zrealizowano recital Budki Suflera z Urszulą oraz teledyski do piosenek „Fatamorgana ’82” i „Bogowie i demony”. W TVP3 Poznań powstało nagranie koncertu Budki Suflera autorstwa Aleksandry Laski–Wołek, skąd pochodzi wideoklip „Luz-blues, w niebie same dziury”, który w notowaniu 4 z 30 stycznia 1983 zajął drugie miejsce na Telewizyjnej liście przebojów prowadzonej przez Bogdana Fabiańskiego. Ponadto powstał teledysk w scenografii, kostiumami i charakteryzacją Aleksandry Laski–Wołek do utworu Budki Suflera „Noc komety” z Felicjanem Andrzejczakiem i gościnnym udziałem Urszuli, który wygrał notowanie 6 Telewizyjnej listy przebojów z marca 1983, a z czasem stał się wokalną i wizualną klasyką rocka. Kolejny wideoklip „Ciotka P.” w notowaniu 9 Telewizyjnej listy przebojów z 25 czerwca 1983 znalazł się na 4. miejscu.
Teledysk do piosenki „Dmuchawce, latawce, wiatr” kręcono na Lotnisku Lublin-Radawiec. W notowaniu 11 Telewizyjnej listy przebojów z 24 września 1983 „Dmuchawce” trafiły na 2. miejsce. Utwór doczekał się także anglojęzycznej wersji „Slowly Waking”, która była prezentowana w programie rozrywkowym Serce, czyli opowieść o panu, któremu uciekło serce (1983) w reż. Krzysztofa Bobrowskiego. Z kolei wideoklipy „Rodezja – finezja” i „Totalna hipnoza” (z charakterystycznym motywem przesuwania rąk po niewidzialnej szybie zaczerpniętym z modnego wówczas tańca breakdance) pochodziły z sylwestrowego programu rozrywkowego TVP1. „Totalna hipnoza” w notowaniu 15 Telewizyjnej listy przebojów z 28 stycznia 1984 znalazła się na 4. miejscu, a w notowaniu 16 i 17 (25 lutego 1984, 31 marca 1984) zajęła trzecie miejsce. Teledysk do piosenki „Michelle Ma Belle” nagrany został w wieżowcu Intraco podczas realizacji programu telewizyjnego Malinowy król (1984).

## Twórcy
- Urszula – śpiew

Budka Suflera (zespół towarzyszący)
- Romuald Lipko – instrumenty klawiszowe
- Andrzej Sidło – gitary[9]
- Mieczysław Jurecki – gitara basowa
- Tomasz Zeliszewski – perkusja

oraz gościnnie
- Jan Borysewicz – gitara (w utworach: „Bogowie i demony” i „Fatamorgana '82”[10])

Personel
- Budka Suflera – aranżacje
- PolJazz – organizacja nagrania
- Wojciech Przybylski i Jarosław Regulski – realizacja dźwięku
- Jerzy Chrzanowski – manager
- Aleksandra Laska-Wołek – projekt graficzny
- Antoni Zdebiak – foto